# Lijst van gemeenten in het departement Pyrénées-Atlantiques
Hieronder volgt een lijst van de 547 gemeenten (communes) in het Franse departement Pyrénées-Atlantiques (departement 64).

## A
Aast
- Abère
- Abidos
- Abitain
- Abos
- Accous
- Agnos
- Ahaxe-Alciette-Bascassan
- Ahetze
- Aïcirits-Camou-Suhast
- Aincille
- Ainharp
- Ainhice-Mongelos
- Ainhoa
- Alçay-Alçabéhéty-Sunharette
- Aldudes
- Alos-Sibas-Abense
- Amendeuix-Oneix
- Amorots-Succos
- Ance
- Andoins
- Andrein
- Angaïs
- Anglet
- Angous
- Anhaux
- Anos
- Anoye
- Aramits
- Arancou
- Araujuzon
- Araux
- Arbérats-Sillègue
- Arbonne
- Arbouet-Sussaute
- Arbus
- Arcangues
- Aren
- Arette
- Aressy
- Argagnon
- Argelos
- Arget
- Arhansus
- Armendarits
- Arnéguy
- Arnos
- Aroue-Ithorots-Olhaïby
- Arrast-Larrebieu
- Arraute-Charritte
- Arricau-Bordes
- Arrien
- Arros-de-Nay
- Arrosès
- Arthez-de-Béarn
- Arthez-d'Asson
- Artigueloutan
- Artiguelouve
- Artix
- Arudy
- Arzacq-Arraziguet
- Asasp-Arros
- Ascain
- Ascarat
- Assat
- Asson
- Aste-Béon
- Astis
- Athos-Aspis
- Aubertin
- Aubin
- Aubous
- Audaux
- Auga
- Auriac
- Aurions-Idernes
- Aussevielle
- Aussurucq
- Auterrive
- Autevielle-Saint-Martin-Bideren
- Aydie
- Aydius
- Ayherre

## B
Baigts-de-Béarn
- Balansun
- Baleix
- Baliracq-Maumusson
- Baliros
- Banca
- Barcus
- Bardos
- Barinque
- Barraute-Camu
- Barzun
- Bassillon-Vauzé
- Bastanès
- La Bastide-Clairence
- Bassussarry
- Baudreix
- Bayonne
- Bédeille
- Bedous
- Béguios
- Béhasque-Lapiste
- Béhorléguy
- Bellocq
- Bénéjacq
- Béost
- Bentayou-Sérée
- Bérenx
- Bergouey-Viellenave
- Bernadets
- Berrogain-Laruns
- Bescat
- Bésingrand
- Bétracq
- Beuste
- Beyrie-sur-Joyeuse
- Beyrie-en-Béarn
- Biarritz
- Bidache
- Bidarray
- Bidart
- Bidos
- Bielle
- Bilhères
- Billère
- Biriatou
- Biron
- Bizanos
- Boeil-Bezing
- Bonloc
- Bonnut
- Borce
- Bordères
- Bordes
- Bosdarros
- Boucau
- Boueilh-Boueilho-Lasque
- Bougarber
- Bouillon
- Boumourt
- Bourdettes
- Bournos
- Briscous
- Bruges-Capbis-Mifaget
- Bugnein
- Bunus
- Burgaronne
- Buros
- Burosse-Mendousse
- Bussunarits-Sarrasquette
- Bustince-Iriberry
- Buziet
- Buzy

## C
Cabidos
- Cadillon
- Cambo-les-Bains
- Came
- Camou-Cihigue
- Cardesse
- Caro
- Carrère
- Carresse-Cassaber
- Castagnède
- Casteide-Cami
- Casteide-Candau
- Casteide-Doat
- Castéra-Loubix
- Castet
- Castetbon
- Castétis
- Castetnau-Camblong
- Castetner
- Castetpugon
- Castillon (Canton d'Arthez-de-Béarn)
- Castillon (Canton de Lembeye)
- Caubios-Loos
- Cescau
- Cette-Eygun
- Charre
- Charritte-de-Bas
- Chéraute
- Ciboure
- Claracq
- Coarraze
- Conchez-de-Béarn
- Corbère-Abères
- Coslédaà-Lube-Boast
- Coublucq
- Crouseilles
- Cuqueron

## D
Denguin
- Diusse
- Doazon
- Dognen
- Domezain-Berraute
- Doumy

## E
Eaux-Bonnes
- Escos
- Escot
- Escou
- Escoubès
- Escout
- Escurès
- Eslourenties-Daban
- Espéchède
- Espelette
- Espès-Undurein
- Espiute
- Espoey
- Esquiule
- Estérençuby
- Estialescq
- Estos
- Etcharry
- Etchebar
- Etsaut
- Eysus

## F
Féas
- Fichous-Riumayou

## G
Gabaston
- Gabat
- Gamarthe
- Gan
- Garindein
- Garlède-Mondebat
- Garlin
- Garos
- Garris
- Gayon
- Gelos
- Ger
- Gerderest
- Gère-Bélesten
- Géronce
- Gestas
- Géus-d'Arzacq
- Geüs-d'Oloron
- Goès
- Gomer
- Gotein-Libarrenx
- Guéthary
- Guiche
- Guinarthe-Parenties
- Gurmençon
- Gurs

## H
Hagetaubin
- Halsou
- Hasparren
- Haut-de-Bosdarros
- Haux
- Hélette
- Hendaye
- Herrère
- Higuères-Souye
- L'Hôpital-d'Orion
- L'Hôpital-Saint-Blaise
- Hosta
- Hours

## I
Ibarrolle
- Idaux-Mendy
- Idron
- Igon
- Iholdy
- Ilharre
- Irissarry
- Irouléguy
- Ispoure
- Issor
- Isturits
- Itxassou
- Izeste

## J
Jasses
- Jatxou
- Jaxu
- Jurançon
- Juxue

## L
Laà-Mondrans
- Laàs
- Labastide-Cézéracq
- La Bastide-Clairence
- Labastide-Monréjeau
- Labastide-Villefranche
- Labatmale
- Labatut
- Labets-Biscay
- Labeyrie
- Lacadée
- Lacarre
- Lacarry-Arhan-Charritte-de-Haut
- Lacommande
- Lacq
- Lagor
- Lagos
- Laguinge-Restoue
- Lahonce
- Lahontan
- Lahourcade
- Lalongue
- Lalonquette
- Lamayou
- Lanne-en-Barétous
- Lannecaube
- Lanneplaà
- Lantabat
- Larceveau-Arros-Cibits
- Laroin
- Larrau
- Larressore
- Larreule
- Larribar-Sorhapuru
- Laruns
- Lasclaveries
- Lasse
- Lasserre
- Lasseube
- Lasseubetat
- Lay-Lamidou
- Lecumberry
- Ledeuix
- Lée
- Lées-Athas
- Lembeye
- Lème
- Léren
- Lescar
- Lescun
- Lespielle
- Lespourcy
- Lestelle-Bétharram
- Lichans-Sunhar
- Lichos
- Licq-Athérey
- Limendous
- Livron
- Lohitzun-Oyhercq
- Lombia
- Lonçon
- Lons
- Loubieng
- Louhossoa
- Lourdios-Ichère
- Lourenties
- Louvie-Juzon
- Louvie-Soubiron
- Louvigny
- Luc-Armau
- Lucarré
- Lucgarier
- Lucq-de-Béarn
- Lurbe-Saint-Christau
- Lussagnet-Lusson
- Luxe-Sumberraute
- Lys

## M
Macaye
- Malaussanne
- Mascaraàs-Haron
- Maslacq
- Masparraute
- Maspie-Lalonquère-Juillacq
- Maucor
- Mauléon-Licharre
- Maure
- Mazères-Lezons
- Mazerolles
- Méharin
- Meillon
- Mendionde
- Menditte
- Mendive
- Méracq
- Méritein
- Mesplède
- Mialos
- Miossens-Lanusse
- Mirepeix
- Momas
- Momy
- Monassut-Audiracq
- Moncaup
- Moncayolle-Larrory-Mendibieu
- Moncla
- Monein
- Monpezat
- Monségur
- Mont
- Montagut
- Montaner
- Montardon
- Montaut
- Mont-Disse
- Montfort
- Montory
- Morlaàs
- Morlanne
- Mouguerre
- Mouhous
- Moumour
- Mourenx
- Musculdy

## N
Nabas
- Narcastet
- Narp
- Navailles-Angos
- Navarrenx
- Nay
- Noguères
- Nousty

## O
Ogenne-Camptort
- Ogeu-les-Bains
- Oloron-Sainte-Marie
- Oraàs
- Ordiarp
- Orègue
- Orin
- Orion
- Orriule
- Orsanco
- Orthez
- Os-Marsillon
- Ossas-Suhare
- Osse-en-Aspe
- Ossenx
- Osserain-Rivareyte
- Ossès
- Ostabat-Asme
- Ouillon
- Ousse
- Ozenx-Montestrucq

## P
Pagolle
- Parbayse
- Pardies
- Pardies-Piétat
- Pau
- Peyrelongue-Abos
- Piets-Plasence-Moustrou
- Poey-de-Lescar
- Poey-d'Oloron
- Pomps
- Ponson-Debat-Pouts
- Ponson-Dessus
- Pontacq
- Pontiacq-Viellepinte
- Portet
- Pouliacq
- Poursiugues-Boucoue
- Préchacq-Josbaig
- Préchacq-Navarrenx
- Précilhon
- Puyoô

## R
Ramous
- Rébénacq
- Ribarrouy
- Riupeyrous
- Rivehaute
- Rontignon
- Roquiague

## S
Saint-Abit
- Saint-Armou
- Saint-Boès
- Saint-Castin
- Sainte-Colome
- Saint-Dos
- Sainte-Engrâce
- Saint-Esteben
- Saint-Étienne-de-Baïgorry
- Saint-Faust
- Saint-Girons-en-Béarn
- Saint-Gladie-Arrive-Munein
- Saint-Goin
- Saint-Jammes
- Saint-Jean-de-Luz
- Saint-Jean-le-Vieux
- Saint-Jean-Pied-de-Port
- Saint-Jean-Poudge
- Saint-Just-Ibarre
- Saint-Laurent-Bretagne
- Saint-Martin-d'Arberoue
- Saint-Martin-d'Arrossa
- Saint-Médard
- Saint-Michel
- Saint-Palais
- Saint-Pé-de-Léren
- Saint-Pée-sur-Nivelle
- Saint-Pierre-d'Irube
- Saint-Vincent
- Salies-de-Béarn
- Salles-Mongiscard
- Sallespisse
- Sames
- Samsons-Lion
- Sare
- Sarpourenx
- Sarrance
- Saubole
- Saucède
- Sauguis-Saint-Étienne
- Sault-de-Navailles
- Sauvagnon
- Sauvelade
- Sauveterre-de-Béarn
- Séby
- Sedze-Maubecq
- Sedzère
- Séméacq-Blachon
- Sendets
- Serres-Castet
- Serres-Morlaàs
- Serres-Sainte-Marie
- Sévignacq-Meyracq
- Sévignacq
- Simacourbe
- Siros
- Soumoulou
- Souraïde
- Suhescun
- Sus
- Susmiou

## T
Tabaille-Usquain
- Tadousse-Ussau
- Tardets-Sorholus
- Taron-Sadirac-Viellenave
- Tarsacq
- Thèze
- Trois-Villes

## U
Uhart-Cize
- Uhart-Mixe
- Urcuit
- Urdès
- Urdos
- Urepel
- Urost
- Urrugne
- Urt
- Ustaritz
- Uzan
- Uzein
- Uzos

## V
Verdets
- Vialer
- Viellenave-d'Arthez
- Viellenave-de-Navarrenx
- Vielleségure
- Vignes
- Villefranque
- Viodos-Abense-de-Bas
- Viven